# Enfants solfiant, Charles et Jean Terrasse
Enfants solfiant, Charles et Jean Terrasse est un tableau réalisé par le peintre français Pierre Bonnard vers 1900. Cette huile sur carton marouflée sur panneau est le double portrait de ses neveux Charles et Jean, les jeunes garçons de Claude Terrasse, alors qu'ils sont absorbés par une lecture, peut-être en train de solfier. Acquise en 2021, l'œuvre fait partie des collections du musée Bonnard, au Cannet, dans les Alpes-Maritimes.